# Steyrling (Fluss)
Die Steyrling ist ein rund 14 km langer linker Nebenfluss der Steyr in Oberösterreich.

## Name
1160 wurde das Gewässer als Stirnich erstmals urkundlich erwähnt. Der Name ist slawischen Ursprungs (*Stirъnika) und bedeutet „kleine Steyr“.

## Verlauf
Die Steyrling entspringt im Sandgraben im Toten Gebirge auf rund 920 m ü. A. Sie fließt zunächst Richtung Norden durch ein nur wenig besiedeltes Tal. Bei der Einmündung des Höbaches wendet sich nach Osten und fließt anschließend durch das Dorf Steyrling. Unterhalb des Ortes verläuft sie in einer tiefen Schlucht und mündet bei Preisegg in die zum Klauser See aufgestaute Steyr. Der Stausee ragt dabei deutlich erkennbar in das Steyrlingtal hinein. Kurz vor der Mündung wird sie von der Pyhrnpassstraße und der Pyhrnbahn überquert. Die Steyrling verläuft zur Gänze im Gemeindegebiet von Klaus an der Pyhrnbahn.
Die bedeutendsten Zubringer sind (flussabwärts) Meisenbach, Hungeraubach und Fischbach von rechts, sowie Zösenbach, Höbach und Traglbach von links.

## Einzugsgebiet und Wasserführung
Das Einzugsgebiet der Steyrling beträgt 76 km². Der höchste Punkt im Einzugsgebiet ist die Teufelsmauer mit 2185 m ü. A.
Der mittlere Abfluss am Pegel Steyrling beträgt 1,92 m³/s, was einer Abflussspende von 26,5 l/s·km² entspricht. Der abflussreichste Monat ist der April mit einem mittleren Abfluss von 3,23 m³/s, rund dem dreifachen der abflussärmsten Monate Oktober (1,03 m³/s) und Jänner (1,08 m³/s). Durch die Lage im Karst ist der Abfluss durch Versickerungen beeinflusst, streckenweise kann die Steyrling ganz trockenfallen.

## Natur
Der Verlauf der Steyrling ist auf weiten Strecken relativ naturbelassen, nur im Ortsgebiet von Steyrling ist sie mit beidseitigen Ufermauern durchgehend reguliert. An vielen Stellen finden sich noch breite Schotterflächen, in denen der Fluss seinen Lauf in einem weitgehend natürlichen Rhythmus verändern und dadurch die Schotterflächen umlagern kann. Solche Umlagerungsstrecken sind im Alpenraum aufgrund von Verbauungen selten geworden. Auf diesen Schotterbänken findet sich eine typische Vegetation, die von angeschwemmten Pionierpflanzen wie Pestwurz und Lavendelweide über Grauerlen bis zu Fichten-Auwäldern reicht.
Die steilen Uferhänge im Unterlauf sind mit naturnahem Laubwald bestanden. Hier wächst die Anemonen-Schmuckblume, die nur an wenigen Stellen in den nordöstlichen Kalkalpen vorkommt. Auf den Schotterflächen im Mündungsbereich findet sich eine kleinflächige Schottervegetation mit Pestwurz.
Die Steyrling weist im gesamten Verlauf Gewässergüteklasse I-II auf (Stand 2007).

## Nutzung
Wie viele Bäche in der waldreichen Gegend wurde auch die Steyrling für die Holztrift genutzt. Das Holz aus den Wäldern im Einzugsbereich der Steyrling wurde jahrhundertelang für die Holzkohlegewinnung verwendet. Es wurde zur Steyr getriftet und dort, zu Flößen gebündelt, weiter flussabwärts transportiert. Um ausreichend Wasser für die Trift zu haben, wurden Wehre errichtet, die einen Schwellbetrieb ermöglichten. Viele der Triftbauten sind heute verfallen, manche wurden im Sinne der Wildbachverbauung umfunktioniert. Die Sperre in der Hungerau am Beginn der Triftstrecke wurde zu einem kleinen Kraftwerk umgebaut und dient außerdem als Geschiebesperre für rund 300.000 m³ Geschiebe.